# Лауринец, Франтишек
Франтишек Лауринец (словац. František Laurinec; род. 19 августа 1951, Veľké Uherce, Тренчинский край) — словацкий футбольный функционер. Президент Словацкого футбольного союза (1999—2010). Член Исполнительного комитета УЕФА (2009—2017).

## Биография
Родился в Вельке-Угерце. Играл в футбол на любительском уровне, защищал цвета клубов «Вельке» и «Искра» (Партизанске). Тем не менее предпочёл заниматься юриспруденцией. Изучал право в Братиславе, где окончил Университет имени Я. А. Коменского. В 1981 году получил степень магистра в Институте государства и права. До 1990 года работал в Университете внутренних дел, где возглавлял кафедру. Являлся руководителем собственного юридического бюро.
В 1983 году начал работать функционером в футбольном клубе СХ Братислава, который позднее станет известен как «Интер Дубравка». В 1990 году стал сотрудником Чехословацкой футбольной ассоциации.
С 1993 года являлся вице-президентом Словацкого футбольного союза. В феврале 1999 года был избран президентом организации, которой руководил до сентября 2010 года. Одним из главных достижений словацкого футбола за это время был выход национальной сборной на чемпионат мира 2010 года. Кроме того, в 2000 году Словакия прошла отбор на Олимпийские игры в Сиднее.
В 1996 году был включён в группу экспертов УЕФА по контролю за определением трансферной стоимости и с тех пор входил в различные комитеты УЕФА. В 2009 году стал членом Исполнительного комитета УЕФА. На этом посту оставался до 2017 года в течение двух сроков. Являлся уполномоченным президента УЕФА по вопросам проведения чемпионата Европы 2012 года в Украине и Польше. В сентябре 2015 года Лауринец был назначен специальным представителем УЕФА по Крыму.
Входил в наблюдательный состав компании Heineken